# Lunnaberg
Lunnaberg är en småort i Vallda socken i Kungsbacka kommun, Hallands län. 